# Operatie Source

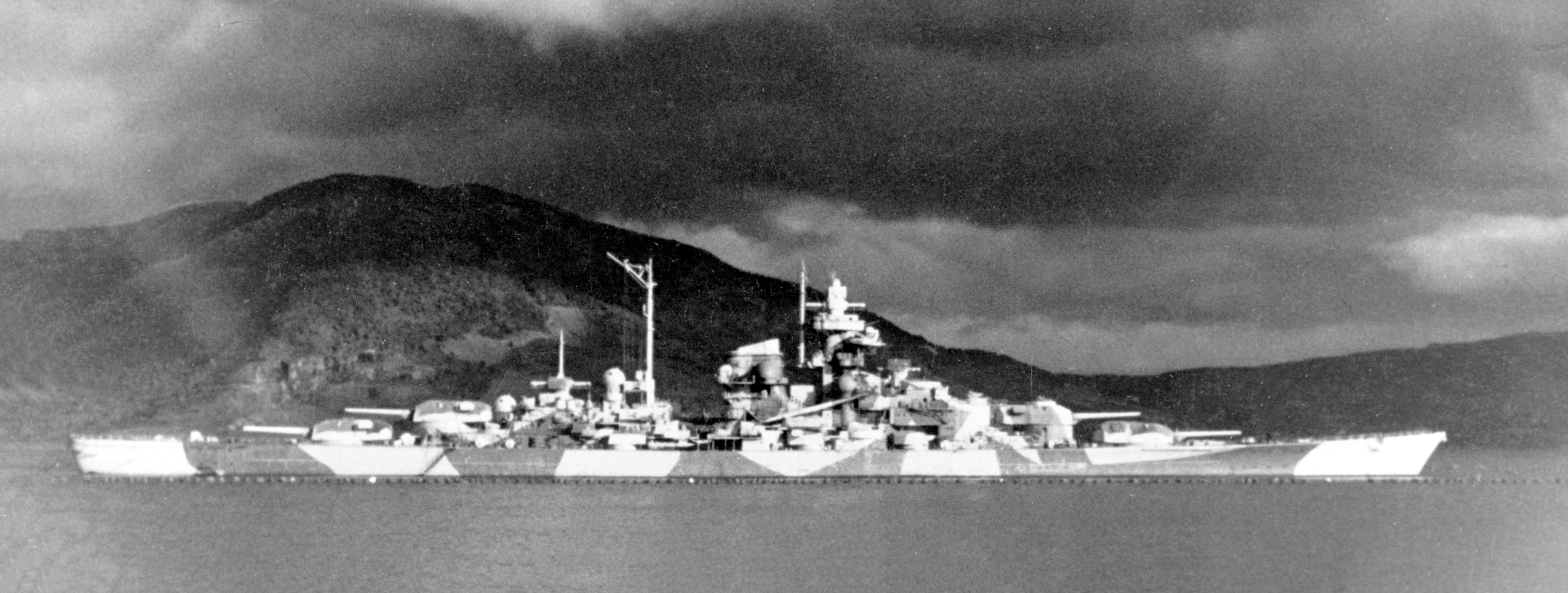
Tirpitz in de Altafjord

Operatie Source is de codenaam van een Britse poging in september 1943 om met behulp van miniatuuronderzeeërs de in het noorden van Noorwegen gestationeerde Duitse zware oorlogsschepen Tirpitz, Scharnhorst en Lützow tot zinken te brengen.

## Voorbereiding
De Britten beslisten om gebruik te maken van de X-boot (miniatuuronderzeeboten) om de Tirpitz te beschadigen of tot zinken te brengen. Het 12de Onderzeese smaldeel trainde gedurende een gespecialiseerde opleiding tijdens de zomer van 1943 voor deze gevaarlijke operatie.
De X-boot moest door gewone onderzeeërs worden gesleept. Hoewel de boot een operationeel gebied van 2400 kilometer tegen een snelheid van 4 knopen had, voldoende om de passage te maken naar Kåfjord en terug te keren, waren de levensomstandigheden aan boord zo ongemakkelijk dat de bemanning al lang zou zijn uitgeput vooraleer zij het doel zou hebben bereikt. Het idee was dat X-boot door een passagebemanning zou worden bemand en als zij dicht bij het doel was, zou zij worden vervangen door een operationele bemanning.
Operatie Source bestond uit drie afzonderlijke plannen. Operatie Funnel was de aanval op het doel in Kåfjord; Operatie Empire was voor het gebied Narvik tussen 67° en 69° noorderbreedte; en Operatie Forced voor het gebied Trondheim tussen 63° en 65° noorderbreedte.
Er werd gebruikgemaakt van zes X-boten. HMS X5, X6 en X7 werden toegewezen aan slagschip Tirpitz in de Kåfjord. HMS X9 en X10 moesten het slagschip Scharnhorst aanvallen, ook in Kåfjord. HMS X8 moest de zware kruiser Lützow in de Langefjord aanvallen.

## Vertrek
Om de X-boten voldoende duisternis te geven en tezelfdertijd voldoende maanlicht voor hun tocht naar de fjorden, moest de aanval gebeuren tijdens de periode 20-25 september 1943. Daarom werd 20 september gekozen als laatste datum voor het loskoppelen van de slepende onderzeeërs. Hieruit volgde dat op 11 september 1943 werd vertrokken van de basis in Loch Cairnbawn.
De zes slepende onderzeeërs die werden gebruikt waren: Truculent, Syrtis, Seanymph, Thrasher, Stubborn en Sceptre. Satyr en Sea-Dog werden in reserve gehouden bij Scapa Flow.
Op 6 september werden de X-boten aan boord gehesen van het depotschip HMS Bonaventure voor definitieve voorbereidingen en de montage van zijladingen. Nu bleef nog slechts de briefing van de bemanningen over.
De Britse admiraliteit werd goed op de hoogte gehouden van de aanwezigheid van de Tirpitz in de Kåfjord, waar ze in het gezelschap van de Scharnhorst en de Lützow lag; de laatste in de aangrenzende Langefjord. Vanaf 7 september werden gedurende verscheidene dagen Spitfireverkenningen gevlogen. Gemeld werd dat de Tirpitz en de Scharnhorst niet op hun ligplaatsen waren. Wat de Britten op dat moment nog niet wisten, was dat deze voor het bombardement van Spitsbergen onderweg waren (Unternehmen Sizilien). Tegen 10 september toonde een nieuwe verkenning aan dat de Tirpitz en de Scharnhorst terug waren gekeerd op hun normale ligplaatsen.

## Verkenning
De datum voor het loskoppelen van de X-boten werd D-Day genoemd. Na het verlaten van Loch Cairnbawn moesten de slepende onderzeeërs onafhankelijk een positie 120 kilometer ten westen van de Shetlandeilanden weten te bereiken en dan elk apart op parallelle koersen met 32 kilometer tussenruimte varen tot ongeveer 240 kilometer ten westen van de Altafjord, waarna zij naar hun dropplaatsen moesten navigeren. Elke onderzeeër had een gebied in de buurt van Sørøya waar het zijn X-boot buiten het mijnenveld na schemer op D-Day moest loskoppelen, en vervolgens aan een patrouille tot 27 september te beginnen om de terugkerende X-boten op te vangen en proberen ze terug thuis te krijgen. De X-boot zelf moest het mijnenveld aan de oppervlakte doorvaren en onderwater varend een weg vinden via de Stjernsund naar de Altenfjord op 21 september. Op de ochtend van 22 september moesten ze dan de Kåfjord ingaan.
Om 16:00 op 11 september verlieten Truculent met X-6 en Syrtis met X-9 op sleep het Loch Cairnbawn, met intervallen van 2 uren gevolgd door Thrasher met X-5, Seanymph met X-8 en Stubborn met X-7. Sceptre met X-10 die de kortste route had, voer af om 13:00 op 12 september. De eerste 4 dagen verliepen zonder belangrijke gebeurtenissen in goed weer. De X-boten werd onder water gesleept om ontdekking te voorkomen en slechts om de zes uren werd opgedoken om de boot 15 minuten lang te ventileren.
Op 14 september werden in Engeland de verkenningsfoto's van de Kåfjord en de Langefjord ontvangen. Nu konden details van de verdediging worden doorgeseind en werden de doelen toegewezen aan de X-boten. Targetplan Nr. 4 werd goedgekeurd: X-5, X-6 en X-7 moesten de Tirpitz aanvallen, X-9 en X-10 de Scharnhorst en X-8 moest de Lützow aanvallen die in de Langefjord lag, een lange arm ten westen van de Altafjord op ongeveer 16 kilometer afstand van de Kåfjord.
De volgende twee dagen van de passage, 15 en 16 september, waren veelbewogen voor 3 van de 6 X-boten. De sleep tussen X-7 en Stubborn was losgeraakt. Zij slaagden er echter in om contact te houden en er werd op een hulpsleep overgegaan. De sleep tussen X-8 en Seanymph was eveneens losgeraakt. Zij waren meer dan 36 uren gescheiden voordat zij elkaar opnieuw vonden en de tocht voortzetten. Ook was de sleep tussen X-9 (onderluitenant Kearon) en Syrtis losgeraakt. Syrtis nam tijdens de zoektocht naar X-9 een veelbetekenende olievlek waar. Van de X-9 werd nooit meer een spoor gezien.
De X-8 (Luitenant McFarlane) en Seanymph hadden op 17 september opnieuw moeilijkheden. Door technische problemen zat er niets anders op dan de zijlading overboord te gooien. Jammer genoeg beschadigde de explosie van de defecte lading de X-8 zo hevig dat de bemanning de boot moest laten zinken en aan boord van de Seanymph moest gaan. De overige onderzeeërs bleven de X-boten zonder verdere problemen slepen op 18 september. Truculent en Thrasher ervoeren onderweg weinig of geen moeilijkheden en bereikten de droppingplaatsen op de voorafgaande dag al. Sceptre die eveneens een onbewogen passage had, bereikte de droppingplaats op 19 september. Het is opmerkelijk dat deze drie onderzeeërs en hun X-boten de nieuwe nylon sleepkabels gebruikten. Het waren de henneptouwen die problemen gaven en die losschoten.

## D-day
Bij dageraad op D-Day, 20 september 1943, waren alle vier slepende onderzeeërs met hun X-boten op de respectievelijke dropplaatsen. De operationele bemanningen waren veilig overgebracht naar hun X-boot. Seanymph kreeg het bevel een patrouillepositie op ongeveer 96 kilometer ten westen van de Altenfjord in te nemen. De Syrtis, waar het verlies van de X-9 niet bevestigd was, ontving geen nieuwe orders en moest dus post vatten op haar oorspronkelijk gepland gebied om, indien de X-boot het toch zou hebben gehaald in zijn eentje, na de aanval de X-9 terug te kunnen helpen en thuis te brengen.
Tussen 18:30 en 20:00 op de avond van 20 september gleden X-5, X-6, X-7 en X-10 alle van hun slepende onderzeeërs weg en voeren elk apart aan de oppervlakte over het mijnenveld naar de Sørøy Sund.

### X-5
X-5 (Luitenant Henty-Creer) schreeuwde nog "Good Luck!" naar de X-7 (Place) net voor vertrek. Het was de laatste keer dat de eerstgenoemde nog zou worden gezien. Zij werden later beschoten en zonken. De boot is nooit gevonden.

### X-6
X-6 (Luitenant Cameron) bleef aan de oppervlakte tot 1:25 waarna zij bij het eerste licht dook. Ze ging verder de Sørøy Sund omhoog tot de ingang van de Stjern Sund en bij het vallen van de nacht naderden zij Tommelholm, een van de Brattholmeilanden aan de ingang van de Kåfjord, waar de X-boten hadden afgesproken, indien mogelijk. X-6 dook op om de batterijen op te laden, maar moest een noodduik maken bij het naderen van een patrouilleboot. Tegen 21:00 doken zij opnieuw op. Net voor middernacht stuurde Cameron de X-6 tussen een paar rotsen om op het eerste licht te wachten.

### X-7
X-7 (Luitenant Place) had ook een betrekkelijk goede tocht tot het rendez-vouspunt. Om 16:30 namen zij een groot schip waar, waarschijnlijk de Scharnhorst, die vermoedelijk noordwaarts stoomde langs Aarøy Island. X-7 bracht ook de donkere uren door nabij de Brattholmeilanden, terwijl ze haar batterijen oplaadde en definitief onderhoud onderging, maar er werd geen contact gemaakt met X-6.

### X-10
X-10 (Luitenant Hudspeth) had enkele technische problemen. Lt. Hudspeth besloot om een discrete schuilplaats aan de noordkant van Stjernøy te zoeken en te proberen om de schade te herstellen. Zij brachten op 21 september de hele dag door met reparaties, hoewel weinig succes, maar vertrokken om 17:50 toch naar het Kåfjord. Om 1:35 werden ze door een naderend schip gedwongen te duiken. Hudspeth dook later op om de boot te ventileren en omdat hij niet meer kon navigeren onder water, besloot hij naar Tommelholm te navigeren terwijl ze aan de oppervlakte voeren. Om 2:15 doken ze onder naar een diepte van 59 meter waar de bemanning aan het werk werd gezet om de schade en problemen proberen te herstellen, hopend hun doel, de Scharnhorst, tijdens de nacht van 22 op 23 september aan te kunnen vallen.
Opdat de X-boten elkaar niet zouden beschadigen, was een zorgvuldige planning opgesteld. De eerste aanvalsperiode was voorzien tussen 1:00 en 8:00 op 22 september, waarop werd dan gevolgd door een ontplofperiode (tijdens welke er geen X-boten in de buurt mochten komen) voor de ladingen van 1 uur, dat wil zeggen van 08:00 tot 09:00. Daarna een afwisselende cyclus van periodes van 3-uurdurende aanvalsperiodes met 1 uur ontplofperiode.
In de Kåfjord was de ligplaats van Scharnhorst bij Auskarneset leeg, maar de Tirpitz lag wel beveiligd achter haar antitorpedo netten. In de fjord lagen ook het reparatieschip Neumark, een tanker, een Noors schip, drie torpedobootjagers – de Z30, de Z31 en de Erich Steinbrink – en het zeer oude Noorse kustdefensieschip Tordenskold – dat de Duitse naam Nymphe had gekregen en als luchtafweerschip was uitgerust – voor anker.

## Aanval

### X-6
X-6 (Luitenant Cameron) was van plan om de Tirpitz om 6:30 op 22 september aan te vallen en begon de reis in de Kåfjord. Vlak na 7:00 gleed X-6 ongezien door het bootgat van de antitorpedo netten. Tegen 7:07 liep de X-6 bij de westelijke kust op de rotsen en schoot boven water. Zij werd gezien aan boord van de Tirpitz en werd gerapporteerd maar werd verkeerdelijk aangezien voor een bruinvis en werd genegeerd. Rond 7:12 kwam de X-6 opnieuw aan de oppervlakte ongeveer 27 meter dwars van de Tirpitz en werd deze keer wel correct geïdentificeerd. De periscoop was volgelopen en doordat X-6 aan grond was gelopen en vervolgens onder sterke hoeken was gedoken en gestegen was het gyrokompas gestopt.
Cameron voer blind in wat hij dacht dat de juiste richting was en werd gevangen in het stuurboord-antitorpedonet dat de Tirpitz omringde. Hij brak dicht genoeg tegen de boeg van de Tirpitz door de waterspiegel heen en werd begroet met een spervuur van kleine handwapens en granaten. X-6 was te dicht bij het slagschip voor diens kanonnen om iets te kunnen doen. Het was duidelijk dat ontsnappen onmogelijk was zodat Cameron en zijn bemanning hun geheime documenten vernietigden terwijl hij de onderzeeër naast de Tirpitz voer en beide zijladingen naast de "B"-geschutskoepel vrijgaf. Vervolgens kelderden zij hun X-boot en gaven zich over aan een Duits patrouilleschip. Cameron en zijn bemanning werden aan boord genomen van de Tirpitz.
Op bijna hetzelfde ogenblik dat X-6 haar ladingen naast de "B"-geschutskoepel van de Tirpitz vrijgaf, deed X-7 dat eveneens, iets verder naar achteren.

### X-7
Place met de X-7 had de Brattholmeilanden om 00:45 verlaten, een uur vroeger dan X-6, en eveneens ongezien en zonder incidenten door de versperring bij de ingang tot de Kåfjord om 3:50. Plots kwam X-7 in de problemen. De boot raakte verward in een rechthoek van netten die een ligplaats in het midden van het fjord beschermde. Hier bleef de X-7 verstrikt voor een uur voordat haar hevige inspanningen haar toelieten om verder te varen, echter ten koste van een gebrekkig gyrokompas en een kapotte stabiliteitspomp. Om 06:00 was X-7 vrij en Luitenant Place besliste diep onder de antitorpedo netten te gaan die het doel omringden.
Luitenant Place dacht dat de netten stopten op 18 meter diepte onder de oppervlakte van het water, maar een ander net hing in de ruimte hieronder tot op de bodem van het fjord, zodat de X-7 opnieuw verward raakte in de netten. Zij werkte zich vrij, maar kwam, gelukkig onopgemerkt, aan de oppervlakte en moest opnieuw duiken waarbij ze op 29 meter diepte nogmaals verstrikt raakte. Na enkele ongewone manoeuvres kwam ze weer los. Het gyrokompas was nu volledig nutteloos en Place liet de boot langzaam aan de oppervlakte komen zodat hij kon zien waar hij was. Door één of andere "buitengewone gelukkige kans" (volgens rapport van Place) was de X-7 duidelijk door de netten gebroken en tussen haar en de Tirpitz 27 meter verderop lag niets meer in de weg. Place gaf de opdracht de boot tot op 12 meter te brengen en ter hoogte van de "B"-geschutkoepel gaf hij zijn eerste zijlading onder de kiel vrij. Hij ging toen naar 18 meter en draaide zich naar de achterkant onder de Tirpitz ongeveer 55 meter verder en gaf zijn andere zijlading onder de "X"-geschutskoepel vrij. De eerste granaten die tegen X-6 werden geworpen, werden gehoord toen de X-7 de Tirpitz raakte, aldus heeft X-7 haar eerste zijlading om ongeveer 07:23 vrijgegeven en de tweede een paar minuten later.
Na het vrijgeven van beide zijladingen ging X-7 naar een diepte van 30 meter en zette koers naar het gat, dat het in de netten had gemaakt toen zij was binnengekomen. Aangezien het kompas niet functioneerde en men geen idee had van de juiste koers raakte de X-7 opnieuw in de netten verstrikt. Ongeveer drie kwartier probeerde Place met de motoren en door ballast te blazen de boot vrij te krijgen, maar elke keer dat hij vrij was raakte hij opnieuw verstrikt. Om 07:40 kwam de X-7 opnieuw aan de oppervlakte en kwam onder vuur te liggen, maar raakte toch uit de netten en dook meteen naar de bodem op 37 meter. Onderweg naar volle zee maar nog steeds blind kwam X-7 opnieuw ergens tegen stuurboord in de netten de Tirpitz tot rond 08:12 toen een hevige explosie de boot vrij schudde.
Place ging opnieuw onder om de schade te inspecteren maar hoewel de romp nog intact was, werden de machines zo beschadigd dat het duidelijk onmogelijk was om de terugkeerpassage te maken. Place bracht daarom de X-7 aan de oppervlakte dicht bij een trainingdoel en klom uit de boot onder een hagel van kogels, zijn sweater in overgave wuivend. Hij had enkel tijd om op de ponton te stappen vóór X-7 om 08:35 met lekkende ballasttanks onder hem wegdook.
Place werd gevangengenomen. Bijna drie uur later maakte de onderluitenant Aitken een succesvolle vlucht van de boot. Zijn twee metgezellen – onderluitenant Whittam en ERA Whiteley – slaagden er niet in om hem te volgen en stierven, nadat hun zuurstoffles leeg was en zij het luik niet bereikten. Alle drie waren ze gedwongen om hun vluchtzuurstof gedurende lange tijd te gebruiken terwijl het water hun boot vulde, aangezien het water met het accuzuur reageerde, waardoor chloorgassen vrijkwamen.

### Tirpitz
Aan boord van de Tirpitz was de dag op de gebruikelijke wijze begonnen. Om 05:00 was de bewaking via sonar beveiligd en was het onderhoud op de toestellen begonnen toen om 07:07 een voorwerp kort werd waargenomen maar werd verward met een bruinvis en werd genegeerd: het was de X-6 vastgelopen in een van de netten. Om 07:12 werden X-6 correct geïdentificeerd toen zij opnieuw aan de oppervlakte kwam op ongeveer een 68 meter stuurboordzijde (een nota in het logboek van de Tirpitz verklaart dat de tijden tussen 07:10 en 07:30 onnauwkeurig zijn) en een motorboot aan de loopplank werd bemand. Tegelijkertijd weerklonk door het hele slagschip de alarmbel.
Door een verkeerde gebruik van de alarmbel schijnt zich hierbij verwarring te hebben voorgedaan. In plaats van het correcte aantal bellen voor "onderzees gevaar" werd de bel geluid voor "sluit waterdichte deuren", zodat de daadwerkelijke bedreiging voor de Tirpitz voor het grootste deel van de bemanning onbekend was. Het luchtafweergeschut werd bemand maar de X-6 was te dicht bij het slagschip en haar begeleidende boten om het vuur te openen. De X-boot werd gezien bij het wegduiken en weer opduiken toen een motorboot langszij ging, de bemanning aan boord nam en poogde om de X-boot op sleep te nemen. Om 07:36 waren alle waterdichte deuren gesloten en werden de gevangenen aan boord gebracht. Door hun houding geloofden de Duitsers dat de gevangengenomen bemanning met succes hun taak hadden voltooid. Bevel werd gegeven om de Tirpitz op stoom te brengen.
Om 07:40 werd een tweede miniatuuronderzeeër waargenomen buiten de netten. Dit was X-7 die een uitweg zocht. Luchtafweergeschut opende vuur, er werden granaten geworpen en de torpedojagers Z27 (Erich Steinbeck) en Z30 bevolen om dieptebommen te laten vallen. De versperring aan de uitgang van de netten werd onmiddellijk gesloten.

## Op stoom brengen
Met het zinken van X-6 vlak naast de Tirpitz om 07:30 was het de bedoeling van kapitein Meyer geweest om het slagschip zo snel mogelijk naar volle zee te brengen, weg van het gevaar dat door X-6 zou kunnen achtergelaten zijn. Er werden al voorbereidingen getroffen om met duikers de romp op kleefmijnen te controleren en langs de onderkant van het slagschip werd een draad getrokken, maar door het waarnemen van de X-7 buiten de netten veranderde kapitein Meyer zijn plan, aangezien er duidelijk een gevaar in de fjord was en hij niet met zekerheid wist of de aanvallers een torpedo of slechts één of andere vorm van statische mijn bezaten. Bovendien zou het minstens een uur duren voordat de Tirpitz genoeg stoom had om op gang te kunnen komen. Aangezien X-6 aan bakboord was waargenomen van de Tirpitz was het waarschijnlijk dat de explosieven aan die kant gelegd zouden zijn. De boeg van de Tirpitz werd daarom naar stuurboord verhaald met haar ankers en trossen getrokken.
Het verhalen van de achtersteven, die door trossen aan de wal op zijn plaats werd gehouden, was niet gemakkelijk uitvoerbaar.
Om 08:12 vonden bijna gelijktijdig twee hevige explosies plaats, waarbij de Tirpitz verscheidene meter omhoogsprong. Er werd aanzienlijke schade veroorzaakt. Alle verlichting en een groot deel van de stroomvoorziening viel uit en het schip maakte lichte slagzij door de overstroomde generatorruimte Nr. 2, evenals andere aangrenzende compartimenten. Enkele minuten later werd een tweede miniatuuronderzeeër (X-7) gezien aan de oppervlakte en werd beschoten terwijl een lid van de bemanning eruit kwam. Nadat men zag dat de X-boot zonk, dropte torpedojager Z27 een vijftal dieptebommen in de nabijheid.
Om 08:43 werd nog een andere onderzeeër waargenomen op 600 meter van de stuurboordboeg van de Tirpitz. Zowel de zware als lichte kanonnen openden meteen het vuur en verscheidene voltreffers werden gezien, aangezien de boot vermoedelijk beschadigd meteen onder water ging. Twee minuten later liet een torpedojager een reeks van vijf dieptebommen vallen boven die plaats. Dit moet de X-5 geweest zijn en het is het laatste wat van de boot gezien werd, sinds Place en Henty-Creer "Good Luck!" naar elkaar schreeuwden bij Sørøya om 23:15 op 20 september, 33 uren daarvoor. Het is zeer waarschijnlijk dat Henty-Creer wachtte op de volgende "Safe-to-attack" periode na 09:00 om dan door de netten te proberen glippen.

## Schade
De schade aan de Tirpitz was enorm. Er waren gaten in de romp en vervorming onderaan de boeg. Generatorruimte Nr. 2 was overstroomd en alle andere generatoren schokten, zodat er twee uur geen elektriciteit in het schip beschikbaar was, die het opstarten van de stoomketels en het naar zee brengen van het schip verhinderden.
Veel van de machines waren van hun steunen geschoten en waren buiten werking: de beide schroeven konden niet meer draaien en de "A"- en "X"-geschuttorens waren van hun rail gesprongen en tijdelijk onbruikbaar. Het luchtafweergeschut was geblokkeerd, de afstandsmeters en de wapenbesturing waren enorm beschadigd en het radio- en radarmateriaal gaven geen signaal meer. Twee vliegtuigen waren zwaar beschadigd en het roer aan bakboord was ook buiten werking.
Onmiddellijk werden twee schepen die stroom konden leveren naar het slagschip gezonden, de Karl Junge en de Watt. Ze arriveerden in de middag in de Langefjord. Op 25 september besliste de Duitse Kriegsmarine, met de goedkeuring van de Führer en de Opperbevelhebber van de Marine Karl Dönitz, dat de reparaties in een noordelijke haven zouden moeten worden uitgevoerd, maar men besefte dat het slagschip nooit opnieuw volledig gevechtsklaar zou zijn, zoals voorheen.

## Terugreis
X-10 bracht alle daglichturen van 22 september onder water door, in de buurt van Tommelholm, terwijl de bemanning probeerde om haar defecten te herstellen. Tegen zonsondergang was dit nog steeds niet gelukt. Hudspeth (die de explosies had gehoord) besloot dat om het even welke poging om de gealarmeerde vijand aan te vallen, gelijkstond aan zelfmoord. Om 18:00 op 22 september kwam de X-10 aan de oppervlakte en begon met haar reis huiswaarts. X-10 bereikte het rendez-vouspunt om ongeveer 23:00 op 23 september. Gedurende anderhalve dag manoeuvreerde Hudspeth in het gebied, dook op en onder, op zoek naar een spoor van de slepende onderzeeër, maar zonder succes. Tegen 04:30 op 25 september besloot hij koers te zetten naar de Sandøyfjord, beschutting zoekend in de schemer naast het strand van Ytre Rappafjord. Hier rustte de bemanning van X-10 uit en verfriste zich.
Bij dageraad op 27 september vertrok X-10 opnieuw, dit keer naar 0fjord, 32 kilometer naar het westen, waar een onderzeeër die nacht zou moeten verschijnen. Om 01:50 op 28 september lag de X-10 op sleep van de Stubborn.
Op 1 oktober werden Truculent en Syrtis bevolen om ter plaatse te blijven, maar een ongeplande vlootoperatie zorgde ervoor dat hun koers toch werd gewijzigd. Het Commando der Onderzeeërs waarschuwde op 3 oktober om 18:07 Luitenant Duff van de Stubborn voor een dreigende storm en droeg hen op om de bemanning van X-10 aan boord te nemen en deze tot zinken brengen. Om 20:45 op 3 oktober werd X-10 tot zinken gebracht ter hoogte van 66° 13' N, 04° 02' E. De verwachte storm brak slechts 2 dagen later uit, toen de onderzeeërs al veilig in Lerwick waren.
Behalve Seanymph die een meer westelijke patrouille was bevolen, bleven de andere 5 slepende onderzeeërs patrouille varen in hun toegewezen gebieden na het wegvaren van hun X-boten. Op 21 september werd Seanymph bevolen om te patrouilleren in het gebied rond Andøy in de hoop vijandelijke schepen, die zich van Altenfjord naar Narvik zouden verplaatsen na de X-boot-aanval, te onderscheppen. Rond de middag van 22 september ontving Sceptre instructies om zich te verplaatsen naar Kvaløy net buiten Tromsø maar jammer genoeg kwam zij net te laat aan om de Lützow op haar koers naar het zuiden te zien. De vier overgebleven onderzeeërs werden heropgesteld om de kustlijn van Sørøya te bewaken, net buiten de mijnenvelden.
Van 23 tot 27 september bleven zij op patrouille, zoekend naar eventueel terugkerende X-boten, zonder te worden lastiggevallen door Duitse antionderzeeëractiviteit die erop wees dat de Duitsers wisten hoe de X-boten de passage naar de Altafjord hadden gemaakt. Tijdens de nachten van 27 en 28 september zochten de onderzeeërs rond Sørøya, waar op 27 september de Stubborn de X-10 vond in Ofjord. In de ochtend van 29 september begonnen ze aan de reis naar Lerwick, waar de Stubborn tussen 3 en 5 oktober aankwam. Sceptre en Seanymph bleven op patrouille tot 4 oktober zonder incident en beiden waren terug in Lerwick rond 7 oktober 1943.
Zo eindigde de eerste aanval door Britse miniatuuronderzeeërs en de eerste succesvolle poging om de Tirpitz te vernietigen of te beschadigen. Van de zes X-boten die vertrokken voor deze missie, keerde er geen naar huis terug. Gelukkig viel het aantal slachtoffers van deze levensgevaarlijke missie nog mee. Drie mensen verloren het leven tijdens de overtocht in X-9 en X-8 zonk zonder slachtoffers. In X-5, X-6 en X-7, die alle deel namen aan de aanval op de Tirpitz, sneuvelden 6 mensen en werden er 6 gevangengenomen. Ze kwamen veilig naar huis na de oorlog. X-10 werd zonder slachtoffers afgezonken op weg naar huis. De aanval was een enorm succes geweest. Tegenover het verlies van 9 doden en zes gevangenen stond een zeer zwaar beschadigd slagschip, misschien zelfs onherstelbaar en zeker voor zes maanden buiten strijd. Vooral het moreel van de bemanning was enorm ondermijnd.
Gedurende de wintermaanden van 1943-44 werkten Duitsers in de Kåfjord om de Tirpitz te repareren, met speciale scheepsarbeiders die op het reparatieschip Neumark werden gestationeerd.
Tijdens de nacht van 10 en 11 februari 1944 vlogen 15 Sovjetbommenwerpers, elk met een 2000-pondbom, af met de Tirpitz als hun doel. Slechts vier vonden de Kåfjord en geen van hen raakte het schip, hoewel er één bijna raak was.
Op 15 maart 1944 waren alle mogelijke reparaties zonder droogdok voltooid. De Tirpitz zette hierop koers naar Barbrudalen en de Altafjord. Door de uitschakeling van de Tirpitz verloor Adolf Hitler het laatste schip van belang van zijn oppervlaktevloot. Dit betekende ook meteen het einde van de Duitse zeeslag in noordelijke wateren.